# Valerij Bondarenko
Valerij Serhijovyč Bondarenko (in ucraino Валерій Сергійович Бондаренко?; Kiev, 3 febbraio 1994) è un calciatore ucraino, difensore del Kolos Kovalivka.

## Palmarès

### Club

#### Competizioni nazionali
- Coppa d'Ucraina: 1

Šachtar: 2018-2019
- Campionato ucraino: 1

Šachtar: 2018-2019